# Революционная партия трудящихся
Революционная партия трудящихся (Революционная партия рабочих, исп. Partido Revolucionario de los Trabajadores, PRT) — троцкистская политическая партия в Мексике. Основана в 1976 году в результате слияния двух троцкистских групп: Интернационалистской коммунистической лиги, связанной с Воссоединённым Четвёртым интернационалом, и мексиканских моренистов.

## История

### Основание
Большинство основателей партии участвовали в массовых студенческих движениях 1968 и 1971 годов, а также в крестьянской и профсоюзной борьбе 1970-х, пройдя через процессы слияния различных троцкистских тенденций и течений (а также некоторых геваристских), как Интернационалистская коммунистичесская группа (GCI), Социалистическая лига (LS) и Марксистская рабочая лига (LOM).
Последняя организация, связанная с Организационным комитетом реконструкции Четвертого Интернационала, присоединилась к партии в 1977 году. В последующие годы в Революционную партию трудящихся вошли и другие небольшие группы троцкистов, однако моренисты покинули её в 1979 году, чтобы сформировать в 1980 году самостоятельную Социалистическую рабочую партию (Partido Obrero Socialista, POS)

### Пик влияния
РПТ быстро выросла из своей изначальной социальной базы, основанной на студенческом движении 1968 года, вскоре получив поддержку среди работников телефонной, электрической, ядерной и медицинской отраслей. К началу 1980-х годов это была крупнейшая радикальная левая партия, бросавшая вызов правящей Институционально-революционной партии. РПТ получила юридическую регистрацию в 1979 году, а в 1981 году федеральное правительство признало её официальной общенациональной партией.
Участвуя во всеобщих выборах 1982 года, стала первой партией Мексики, выдвинувшей в президенты женщину (кандидатура Росарио Ибарра де Пьедра получила почти 2 % голосов и четвёртое место) и поднимавшей вопрос о правах ЛГБТ (несколько её кандидатов в Палату депутатов принадлежали к ЛГБТ-сообществу). Она также вступала в неформальные союзы с другой ведущей левой партией страны — Объединённой социалистической партией Мексики, созданной компартией и другими левыми силами. РПТ в с идеологическими союзниками сформировала коалицию под названием Народное рабоче-крестьянское объединение, получившую фракцию в парламенте.

### Упадок
Во второй половине 1980-х годов РПТ столкнулась с серией кризисов и разногласий. Утверждалось, что власти внедряли агентов в РПТ, чтобы помешать её деятельности. Во время президентских выборов 1988 года РПТ потеряла свои позиции из-за подъёма кандидата Куаутемока Карденаса, вокруг которого консолидировались большинство мексиканских левых, вскоре сформировав Партию демократической революции. В последнюю перешли и некоторые активисты РПТ, включая бывшего политзаключённого интеллектуала Адольфо Джилли и вновь выдвигавшуюся в президенты (и получившую только 0,4 % голосов) Росарио Ибарру. Ибарра, как и другие оппозиционные кандидаты (Карденас и Клутье) обжаловала результаты выборов, ссылаясь на системные фальсификации, однако безрезультатно. В результате, по итогам выборов РПТ лишилась федеральной регистрации.
С 1991 года и по настоящее время РПТ поддерживает своё политическое существование без признания со стороны Федерального избирательного института. В 1996 году то, что осталось от РПТ (во главе с Эдгардом Санчесом Рамиресом), приняло название «Социалистическая конвергенция» (Convergencia Socialista), однако в 2009 году вернуло изначальное наименование. В 2005—2006 годах участвовала в «Социалистическом альянсе» с другими троцкистскими силами, в основном ранее также входившими в РПТ.
Была признана мексиканской секцией Воссоединённого Четвёртого интернационала на его XVI Всемирном конгрессе, состоявшемся в феврале 2010 года в Бельгии.